# Werner Sobek
Pour les articles homonymes, voir Sobek (homonymie).
Werner Sobek, né le 16 mai 1953 à Aalen, en Allemagne, est un ingénieur et architecte allemand. Il est professeur à l'université de Stuttgart en Allemagne et directeur de l'ILEK (Institut des structures légères et du design conceptionnel). Son travail de recherche autour de la légèreté des structures, des matériaux et les techniques qui y sont liées lui vaut d’ailleurs un Global Award for Sustainable Architecture en 2019. Depuis 2008, Werner Sobek est également titulaire de la chaire Mies van der Rohe à l'Institut de technologie de l'Illinois à Chicago.
Werner Sobek est considéré comme un des ingénieurs les plus importants et les plus influents de notre ère. Travaillant d'un côté en tant qu'ingénieur avec des architectes mondialement connus comme Norman Foster, Meinhard von Gerkan et Volkwin Marg, Hans Hollein, Gunter Henn, Christoph Ingenhoven, Helmut Jahn, Dominique Perrault et Zaha Hadid, il a également réalisé des œuvres qui ont marqué l'architecture contemporaine. Le bâtiment le plus connu de Werner Sobek est certainement R128.
Werner Sobek est parmi les fondateurs du Conseil de la construction durable allemand DGNB (Deutsche Gesellschaft für Nachhaltiges Bauen e.V.), dont il fut le président entre avril 2008 et juin 2010.

## Distinctions
- Fazlur Khan Award de la Fondation SOM (Skidmore, Owings and Merrill)
- Hubert-Rüsch-Preis du Deutschen Betonvereins
- DuPont Benedictus Award
- Industrial Fabrics Association International (IFAI) Design Award
- European Gluelam Aweard
- Fritz Schumacher Award de la Fondation Alfred Toepfer Stiftung F.V.S.
- Building of the Year Award, Hambourg
- Innovation Award "Architecture and Presentation"
- Hugo Häring Award du BDA (Association des Architects Allemands)
- Auguste Perret Prize de l'UIA- Union internationale des architectes
- Fazlur R. Khan Medal du CTBUH - Council on Tall Buildings and Urban Habitat
- Prix Acier 2009 Centre suisse de la recherche métallique
- Médaille de la Recherche et de la Technique 2010 de l'Académie d’Architecture
- Global Award for Sustainable Architecture 2019[1]